# Хрест Вигнанців до Сибіру
Хрест Вигнанців до Сибіру (пол. Krzyż Zesłańców Sybiru) — державна нагорода Республіки Польща.

## Історія заснування
Хрест був заснований Законом від 17 жовтня 2003 р. Як символ національної пам'яті польських громадян, депортованих до Сибіру, Казахстану та Північної Росії у 1939—1956 рр. В знак вшанування їх мученицької смертності та вірності ідеалам свободи та незалежності. Указ Президента Республіки Польща Олександр Квасневський (пол. Aleksander Kwaśniewski) від 12 січня 2004 р. Визначав деталі процедури вручення, документів, способу та обставин носіння хреста та його мініатюр, а указ Президента Броніслав Коморовський (пол. Bronisław Maria Komorowski) від 4 серпня 2011 року змінив зовнішній вигляд деяких документів .

## Нагородження

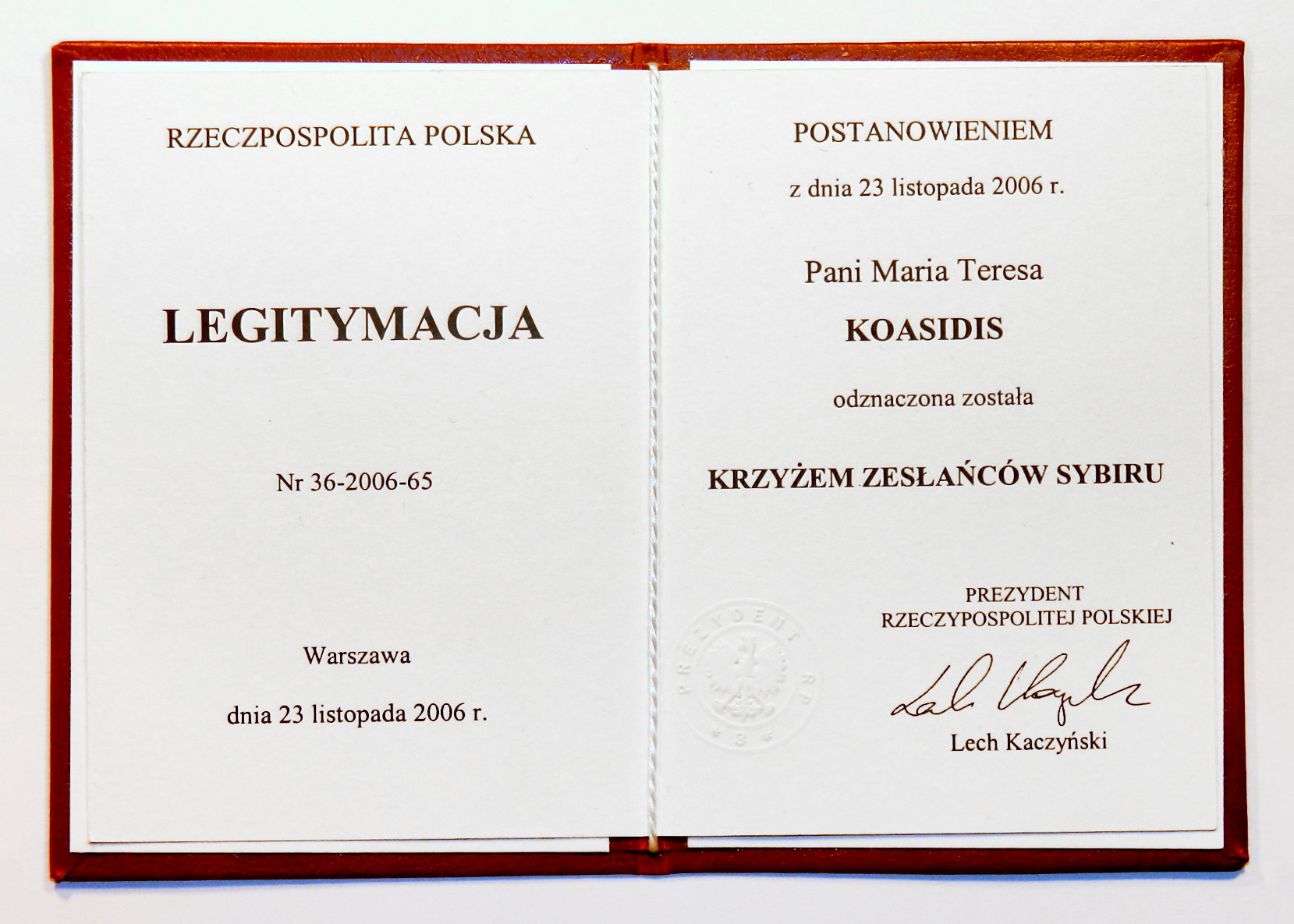
Посвідчення про нагородження Хрестом вигнанців до Сибіру

Хрестом нагороджуються люди, які на момент депортації мали громадянство Польщі, та дітям тих людей, які народились у вигнанні. Також нагороджувались особи, які були ув'язнені в трудових таборах. Хрест видається особам, що живуть на дату набуття чинності закону (1 січня 2004) в силу, не видається посмертно. Нагододу вручає Президент Республіки Польща за поданням міністра уповноваженого з питань соціального забезпечення, або міністра закордонних справ.

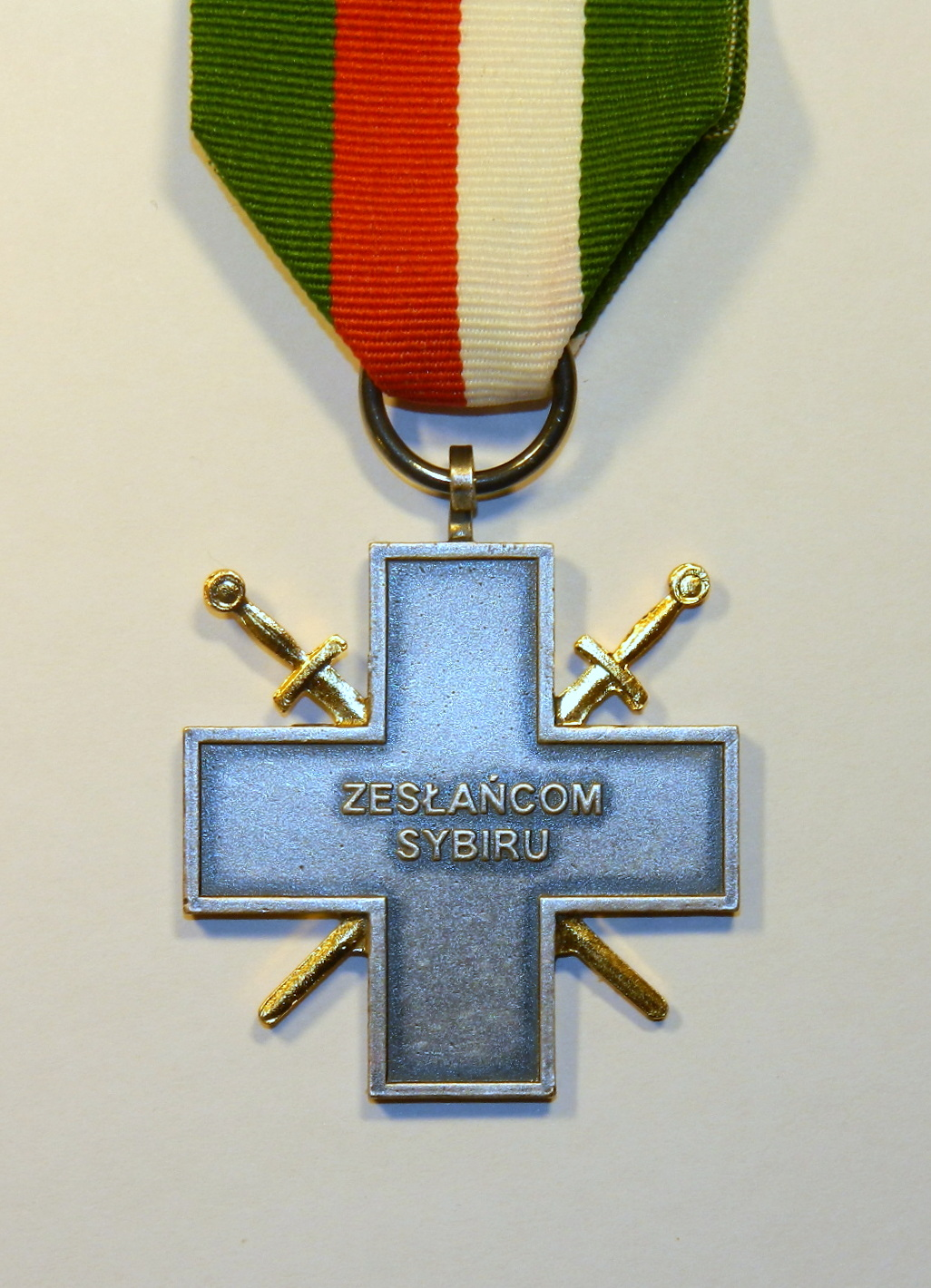
Зворотня сторона нагородиі

## Опис нагороди
Нагорода представляє хрест з прямокутних променів, покритих сріблом. Розмір 40 мм на 40 мм. На хресту розташовані два золотих схрещених меча, спрямованих лезом вниз. У центрі знака щит з польським білим орлом на червоній емалі. Щит оточений ланцюгом. Хрест носиться на стрічці шириною 40 мм з вертикальними білої і червоної смугами шириною 18 мм на сірому тлі. На зворотному боці хреста напис в два рядки «ZESŁAŃCOM / SYBIRU» (засланцям до Сибіру). Хрест Вигнанців до Сибіру носиться на лівій стороні грудей після інших державних нагород.

## Нагородження Войцеха Ярузельського
26 березня 2006 року Хрестом Вигнанців до Сибіру, президентом Польщі Лехом Качинським, був нагороджений генерал Войцех Ярузельський, останній президент ПНР і перший президент сучасної Республіки Польщі. Ярузельський в 1941 році був разом з сім'єю вивезений в Гірський Алтай де з матір'ю проживав у селі Турочак, а батько був заточений у табір у місті Бійськ, де і помер. Дізнавшись про нагородження, Ярузельський оцінив цю подію позитивно, відзначивши що «Качинський зміг бути вище історичних бар'єрів і розбіжностей». Про цю подію дізналися журналісти телеканалу TVN, що спричинило у польському суспільстві великий резонанс. Президентський офіс заявив, що Ярузельський був приставлений до нагородження помилково, оскільки «Президент приймав лише положення, а не список осіб» і не знав, що Войцех Ярузельський є у списку". І ображений Войцех повернув нагороду.